# Aboukouss
Aboukouss  (ou Abou Kous, Abougous, Abkous) est une localité du Cameroun située dans la commune de Makary, le département du Logone-et-Chari et la région de l'Extrême-Nord, au sud du lac Tchad, à proximité de la frontière avec le Nigeria.  

## Population
Lors du recensement de 2005, on a dénombré 2 832 personnes à Aboukouss-Kawalmé.
Le plan communal de développement (PCD) de 2013 fixe le nombre d'habitants d'Aboukouss à 1 691.